# 核糖核酸编辑
核糖核酸编辑（英語：RNA editing），缩写为RNA编辑，是指一种在核糖核酸（RNA）由聚合酶生成之后其转录自脱氧核糖核酸（DNA）的核酸序列又发生改变的分子生物学过程。和其它转录后修饰方式（如RNA剪接、5'-加帽、3'-加尾）相比，RNA编辑现象相对较为罕见。RNA编辑通常包括碱基的插入、丢失和替换。
RNA编辑已在一些古菌、原核、真核及其病毒的tRNA、rRNA、mRNA或miRNA分子中发现。RNA编辑会出现在细胞核与细胞质乃至线粒体和色素體中。在脊椎动物中，编辑现象较为罕见，受影响的分子只有少数碱基发生变化。在其它生物体中，有可能产生丰富的RNA编辑，在某些情况下，mRNA序列中的大多数核苷酸都可能经过编辑。